# شمال بربنت
شمال بَربنت أو (نقحرة: برابنت) (بالهولندية: Noord-Brabant )، كما تدعى بَربَنت بشكل غير رسمي منذ عام 2001، هي مقاطعة في جنوب هولندا. تحدها كل من مقاطعتي جنوب هولندا وخيلدرلند من جهة الشمال، ومقاطعة ليمبورخ من الشرق، وزيلند من الغرب، ومقاطعات أنتفيرب وليمبورغ البلجيكيتان من جهة الجنوب.

## البلديات
تتكون شمال بَربَنت حالياً من 66 بلدية. تقليدياً، كانت كل مدينة تقريباً بلدية منفصلة، ولكن تم تخفيض عددها إلى حد كبير في عقد 1990 من خلال دمج المدن الصغيرة إلى المدن المجاورة أو عن طريق عمليات الدمج الأخرى. والبلديات في شمال برابانت هي:
| - آلبورخ - ألفن- كام - أستن - بارل نوسو - بيرخ آيك - بيرخن أوب زووم - بيرنهيزه - بيست - بلادل - بوكل - بوكسمير - بوكستل - بريدا - كرانندونك - كاوك - دورنه - دونجن - دريميلين - إيرسل | - آيندهوفن - إيتن- لور - خيرتراودنبيرخ - خيلدروب- ميرلو - خيميرت- باكل - خيلزه آن راين - خورلا - خرافه - هارن - هالدربيرخه - هيزه- لينده - هيلموند - سيرتوخيمبوس - هوسدن - هيلفارينبيك - لاربيك - لانديرد - لوب أوب زند | - مل آن سينت هوبرت - موردايك - نونن، خيرفن آن نيدرفيتن - أويرشخوت - أويسترفايك - أوسترهاوت - أوس - روسل- دي ميردن - روسيندال - روكفن - سخايندل - سينت أنطونيس - سينت ميخيليسخيستل - سينت أوداروده - سومرين - سون آن بروخل - ستينبيرخن - تيلبورخ | - أودن - فالكنسفارد - فيخل - فيلدهوفن - فوخت - فالره - فالفايك - فيركندام - فونسدريخت - فاودريخيم - زونديرت |

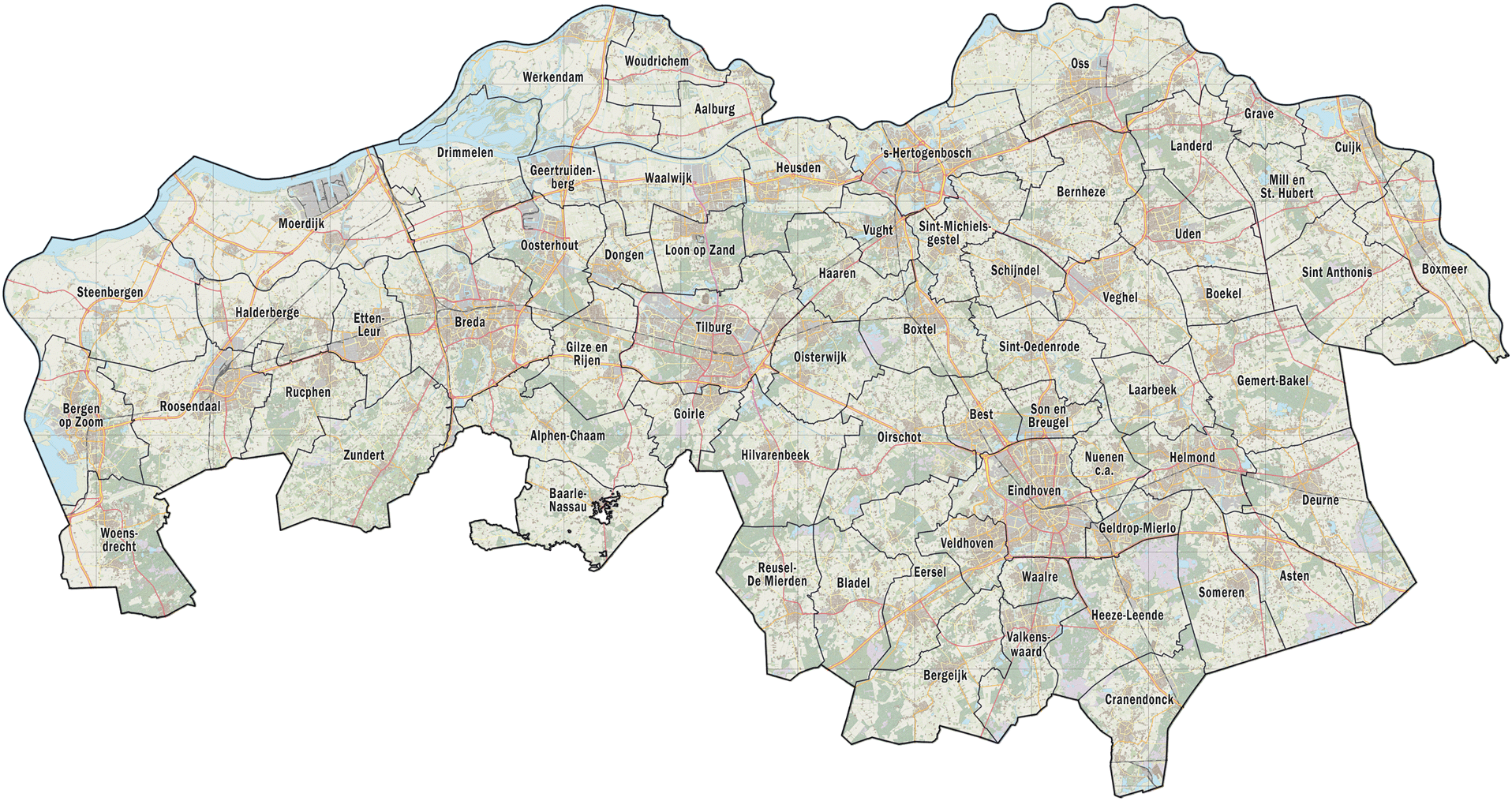
مقاطعة شمال بَربَنت، بلديات (2015)

في 1 يناير 2015 تم دمج بلدية ماسدونك مع بلديتي سيرتوخيمبوس وأوس.

## أعلام
- يوخن ميلر
- ماركو في
- مونيك فان دي فين
- غيليس هولست
- مايك وليامز

## وصلات خارجية
- الموقع الرسمي (بالهولندية)